# Brit Bildøen
Brit Bildøen (Ålesund, 28 de enero de 1962) es una escritora, traductora, crítico literario y poetisa noruega. Tras estudiar bibliotecología y ejercer como bibliotecaria, estudió además sociología y asistió a la Academia de escritura creativa de Oslo; incursionó luego en el ámbito literario, desempeñándose principalmente en el periódico noruego Dagbladet desde 1996. Ha sido miembro del Consejo literario de la Asociación de escritores de Noruega.
Bildøen debutó en la literatura en 1991 con el poemario Bilde av menn, y ha sido galardonada en varias ocasiones como por ejemplo en 1998, cuando recibió el Premio nynorsk de Literatura por Tvillingfeber. Su novela Tvillingfeber (1998) fue nominada para el Premio Brage, mientras que Alt som er (2004) fue la primera publicación en Nynorsk realizada por una escritora.

## Obras
- 1991: Bilde av menn – poemario
- 1992: Eit anna eple – novela
- 1994: På visse tider av døgnet – poemario
- 1994: Peder og plystrelyden – literatura infantil y juvenil illustrert av Trude Tjensvold
- 1995: Tur og orden – novela
- 1998: Tvillingfeber – novela.  Inspirada por Gertrude Stein con «Ida», Joseph Conrad con «Mørkets hjerte» y  Robert Musil con «Mannen uten egenskaper»
- 2001: Landfastlykke – novela. Inspirado por Nordvestlandet.
- 2001: Romhunden Odin – literatura infantil y juvenil ilustrado por Ragnar Aalbu
- 2004: Alt som er – novela.
- 2006: Mitt milde vesen – novela. Inspirado por Husnes donde Bildøen fue bibliotecaria durante cinco años.[2]
- 2007: Huset Goggenheim – literatura infantil y juvenil
- 2009: Litterær salong colección de ensayos (red.) (Samlaget)
- 2011: Adam Hiorths veg – novela
- 2014: Sju dagar i august – novela (Samlaget)